# Zakonik dvanajstih plošč
Zakonik dvanajstih plošč (latinsko Leges Dvodecim Tabvlarvm ali Dvodecimo Tabvlae) je bil zakonik Rimske republike, ki je postal temelj rimskega prava. Plošče, uradno objavljene leta 449 pr. n. št., so ustaljene, dotlej nepisane običaje, združile v trajen niz zakonov.
Dvanajst plošč s pravicami in dolžnostmi rimskega državljana je bilo razstavljenih na forumu.  Njihova formulacija je bila posledica zahtev plebejskega družbenega razreda, ki ni užival ugodnosti višjih razredov rimske družbe. Pred tem nepisane zakone so razlagali izključno duhovniki višjega razreda in pontifiki. Spoštovanje, s katerim so Rimljani kasneje gledali na dvanajst plošč, je zajeto v Cicerovi (106–43 pr. n. št.) izjavi, da se mi zdi, da "dvanajst plošč zagotovo presega knjižnice vseh filozofov, tako po vsebini kot po uporabnosti".
Plošče so bile dovolj obsežne, da bi se  lahko imenovale 'zakonik', čeprav je Cicerova izjava po mnenju sodobnih strokovnjakov pretirana. Plošče so vsebovale niz definicij pravic zasebnikov in postopkov. Določbe so bile pogosto zelo specifične in raznolike.

## Priprava in objava
Dvanajst plošč je nastalo kot posledica dolgega družbenega boja med patriciji in plebejci. Po izgonu zadnjega rimskega kralja Lucija Tarkvinija Superba leta 509 pr. n. št. je republiko vodila hierarhija magistratov. Sprva so magistrati lahko postali le patriciji, kar je povzročalo nezadovoljstvo plebejcev. V kontekstu tega neenakopravnega družbenega položaja so si plebejci poskušali zagotoviti koncesije z grožnjo, da bodo zapustili mesto. Življenje v Rimu bi se s tem ustavilo, saj so bili plebejci rimska delovna sila. Ena od najpomembnejših koncesij, pridobljenih v tem razrednem boju, je bilo osnovanje dvanajstih plošč, ki so določale osnovne procesne pravice vseh rimskih državljanov v njihovih medsebojnih odnosih. Pripravo dvanajstih plošč je morda spodbudila tudi želja patricijev po samoregulaciji ali kakšni drugi razlogi.
Okoli leta 450 pr. n. št. so bili imenovani prvi decemviri (decemvirat, zbor  desetih mož), da bi napisali prvih deset plošč. Po Liviju so poslali v Grčijo svojo delegacijo, da bi preučila atenski pravni sistem, znan kot Solonova ustava, in zakonodajo drugih grških mest. Nekaj učenjakov zanika, da so Rimljani v tem smislu posnemali Grke,
 ali trdi, da so obiskali samo grška mesta v južni Italiji. Leta 450 pr. n. št. so drugi decemviri začeli pripravljati zadnji dve plošči.
Ustvarjanje prvih deset plošč je opisal rimski zgodovinar Tit Livij:
"... vsak državljan je lahko v miru razmislil  o vsaki točki, se o njej pogovoril s prijatelji in na koncu v javni razpravi predložil vse dodatke ali odvzeme, ki so se mu zdeli primerni."
- cf. Liv.III.34
Leta 449 pr. n. št. je drugi decemvirat dokončal zadnji dve plošči in po secesio plebis (odcepitev plebejcev, plebejski protest), ki je prisilil senat, da ju obravnava, uradno razglasil zakonik dvanajstih plošč. Po Liviju (AUC 3.57.10) je bilo dvanajst plošč napisanih na bronu, samo Pomponij pa (Dig. 1 tit. 2 s2 §4), da na slonovini. Plošče so bile objavljene javno, da so jih vsi Rimljani lahko prebrali in se z njimi seznanili.

## Zakonik dvanajstih plošč
V zakonih dvanajstih plošč  so bile javno objavljene pravice vseh državljanov v javnem in zasebnem življenju. Do takrat nepisani zakoni so bolj uravnovesili razmerja med rimskimi patriciji, ki so bili bolj vešči in podučeni v razumevanju pravnih poslov, in plebejci, ki so bili manj izobraženi in imeli manj izkušenj v razumevanju zakonov. Zapis nepisanih zakonov je plebejcem zagotovil varnost in jim dal priložnost, da se izognejo finančnemu izkoriščanju in pripomogel k ravnovesju v rimskem gospodarstvu.
Nekatera določila so bila proceduralna, da bi zagotovila poštenost sodišč do vseh državljanov. Druga so obravnavala huda kazniva dejanja, umore med pripadniki različnih ljudstev, izdajo, krivo priseganje, sodno korupcijo in pisanje obrekljivih pesmi.
Rimljani so cenili ohranjanje miru v mestu, dvanajst plošč pa je bilo mehanizem za vzpostavitev in nadaljevanje miru in enakosti.
| Plošča I    | Procedure za sodišča in sodne postopke         |
| Plošča II   | Nadaljnji predpisi o sojenjih                  |
| Plošča III  | Izvrševanje sodb                               |
| Plošča IV   | Pravice družinskih poglavarjev                 |
| Plošča V    | Zakonodaja o skrbništvu in dedovanju           |
| Plošča VI   | Pridobitev in posest                           |
| Plošča VII  | Zemljiške pravice in kazniva dejanja           |
| Plošča VIII | Krivice in kazniva dejanja (zakoni o krivicah) |
| Plošča IX   | Javno pravo                                    |
| Plošča X    | Versko pravo                                   |
| Plošča XI   | Priloga I                                      |
| Plošča XII  | Priloga II                                     |

### Plošči I in II: Postopek za sodišča in sodnike ter nadaljnji predpisi o sojenju
Plošči obravnavata sodne postopke rimskih sodišč. Plošča I zajema postopke med toženo stranko in tožnikom, odzive na morebitna stanja, na primer ko starost ali bolezen preprečujeta tožencu, da bi se pojavil; v tem primeru je bilo treba poskrbeti za prevoz ali drugano pomoč. Prilogi sta se ukvarjali tudi z:
- nenavzočnostjo obtoženca.
- Če se katera od strank ni pojavila na sodišču, je moral sodnik po 12. uri razsoditi v korist navzočega.
- Predpisi so zagotavljali časovni okvir sojenja, ki se je končalo ob sončnem zahodu.[14]

Plošča II je določala tudi višino finančnega deleža za vsako stranko glede na vsebino pravde, kaj storiti v primeru slabosti sodnika in pravila, kdo mora predložiti dokaze.

### Plošča III: Izvrševanje sodbe
Na plošči III je bilo zapisanih pet pravil za presojanje v sporih med dolžnikom in upnikom. Pravila kažejo, kako  so stari Rimljani s finančno politiko v mestu vzdrževali mir.
1. Za priznanje dolga in v zadevah, razsojenih na sodišču (in iure), je [za plačilo ali poplačilo dolga] po zakonu dovoljen rok trideset dni.
2. Po tem roku [poteku trideset dni brez plačila] se položi roka na dolžnika in se ga privede na sodišče (in ius).
3. Če upnik  dožniku ne odpusti dolga ali če se na sodišču (in iure) ne pojavi nekdo, ki jamči za plačilo dolga, upnik s seboj odpelje dolžnika, zvezanega z jermenom ali v okovih. Okovi ne smejo biti lažji od petnajst funtov, lahko pa so težji, če tako želi upnik.
4. Dolžnik se lahko odloči, da bo [pri upniku]  živel  na svoj račun. Če se odloči, da bo živel na upnikov račun, bo ostal okovan in od upnika dobil funt kruha dnevno. Upnik mu lahko da tudi več.
5. Če upnik in dolžnik ne skeneta sporazuma, bo dolžnik ostal v okovih šest dni. V tem času mora biti dolžnik priveden k magistratu, na shajališče (comitia) ali na tri različne trge  […].[14]

Pet določil na dvanajstih ploščah, ki obravnavajo dolg, je ustvarilo novo razumevanje razmerij znotraj družbenih razredov v starem Rimu. Določila so zavarovala dolžnika in  finančno izkoriščanje omejila na zakonite poslovne transakcije.

### Plošča IV: Pravice družinskih poglavarjev
Na plošči IV so omenjene specifične pravice družinskih poglavarjev. Eno od prvih določil pravi, da morajo družinski poglavarji hitro usmrtiti "strašno pohabljene" otroke. Pojasnjuje tudi, da se sinovi rodijo kot dediščine njihove družine. Dojenčke s telesnimi in duševnimi boleznimi je moral ubiti oče. 
Če mož ni več želel biti poročen s svojo ženo, jo je lahko odstranil iz njunega gospodinjstva z izjavo, "naj sama krbi za svoje zadeve". Vsi zakoni na plošči IV niso služili samo družinskemu poglavarju. Če je oče trikrat poskušal prodati svojega sina, je sin postal neodvisen od  očeta.

### Plošče V, VI in X: Ženske
Dvanajst plošč ima tri dele, ki se nanašajo na ženske, njihova posestva in skrbništvo, lastništvo in lastnino ter vero, ki so dali ženskam nekaj osnovnih zakonskih pravic.
Plošča V (Posestva in skrbništvo): "Dedinje bi morale ostati pod skrbništvom tudi potem, ko odrastejo. Izjeme so vestalke".
Plošča VI (Lastništvo in lastnina): "Kadar ženska, ki ni bila združena z moškim v zakonu, živi z njim celo leto brez prekinitve treh noči, preide pod njegovo oblast kot njegova zakonita žena".
Plošča X (Vera): "Ženske med pogebom ne smejo odstreti obraza, trgati lic z nohti in ne izrekati glasnih krikov, objokavajoč pokojnega".
Eden od vidikov, poudarjenih v dvanajstih ploščah, je pravni status in položaj ženske v družbi. Ženske so veljale za obliko skrbništva, podobno kot mladoletniki. Izrazi v določilih o lastništvu in lastnini dajejo vtis, da je bila ženska sužnja in moževa lastnina.

### Plošča VII: Zemljiške pravice in zločini
Ta plošča opisujje odnos do lastnine, za katero so veljala naslednja pravila:
- V mejnih sporih razsoja tretja stran.
- Ceste so na ravnih delih široke osem čevljev, na ovinkih pa dvakrat več.
- Ljudje, ki živijo ob cesti, so zadolženi za njeno vzdrževanje. Če cesta ni ustrezno vzdrževana, lahko vozovi in živali gredo tam, kjer želi voznik.
- Lastniki zemljišč lahko zahtevajo odstranitev dreves, ki vdirajo na njihovo lastnino.
- Sadje, ki z drevesa pade na sosedovo posest, ostane last lastnika drevesa.

### Plošča VIII: Neupravičena in protipravna dejanja (kazensko in odškodninsko pravo)
Plošča je vsebovala določbe glede neupravičenih in protipravnih (kaznivih) dejanj, storjenih med državljani. Eno od teh je bila telesna poškodba. Zadoščenje zanjo se je lahko gibalo od fizičnega povračila storilcu do denarne odškodnine oškodovancu. Na plošči so bile določene tudi pravne posledice za škodo, ki so jo na lastnini povzročile živali, in škodo, ki so jo na pridelkih povzročili ljudje ali živali. Kazen za krajo pridelka je bilo obešanje kot žrtvovanje boginji Ceres. Na plošči je bilo tudi več zakonov, povezanih s tatvino.

### Plošča IX: Javno pravo
Ta plošča prepoveduje, da bi kdorkoli, z izjemo skupščine ali visokega komitata, opredeljeval, kaj rimski državljan je. Prepovedoval je tudi usmrtitev neobsojenih, podkupovanje sodnikov in izročitev rimskega državljana sovražnikom.

### Prilogi: Plošči XI in XII
- Plošča XI (Sklepanje porok med različnimi družbenimi razredi): oseba iz določenega družbenega razreda se ni smela poročiti z osebo iz nižjega razreda.
- Plošča XII (Zakonske obveznosti): če je  suženj kaj ukradel ali povzročil škodo z gospodarjevo vednostjo, je odškodninska tožba potekala v imenu sužnja.

## Vpliv in pomen
Zakonik dvanajstih plošč se pogosto omenja kot temelj starodavnega rimskega prava. Zakonik omogoča razumevanje nekaterih ključnih konceptov, kot so pravičnost, enakost in kazen. Čeprav se je kmalu po njihovi uveljavitvi zgodila pravna reforma, so ti starodavni zakoni zagotavljali socialno zaščito in državljanske pravice tako patricijem kot plebejcem. V tem času je prišlo do izjemnih napetosti med privilegiranim razredom in običajnimi ljudmi, kar je povzročilo potrebo po določeni obliki družbenega reda. Četudi so imeli obstoječi zakoni velike pomanjkljivosti, ki jih je bilo treba reformirati, je zakonik dvanajstih plošč sprostil napetosti in nasilje med plebejci in patriciji.
Zakonik je močno vplival in se ga je omenjalo v kasnejših besedilih rimskih zakonov, zlasti v Zborniku Justinijana I. V Digestah so zakoni  o nadomestilu za škodo, ki jo povzroči žival, protokol za dediščine in zakoni o škodi na strukturni lastnini, ki izhajajo prav iz zakonika dvanajstih plošč.
Vpliv zakonika dvanajstih plošč je očiten tudi v sodobnem času. Pomembno vlogo so igrale pri postavljanju zgodnjega ameriškega pravnega sistema, Ohranila se je tudi ideja lastnine, vključno z različnimi oblikami denarja, zemlje in sužnjev. Dodaten primer je jus commune, ki se zdaj običajno imenuje civilno pravo. Nekatere države, vključno z Južno Afriko in San Marinom, svoj trenutni pravni sistem še vedno temeljijo na vidikih jus commune. Študenti pravnih fakultet po vsem svetu še vedno preučujejo zakonik dvanajst plošč in druge vidike rimskega prava, da bi bolje razumeli trenutni pravni sistem.